# Tunnel des Tuileries
Tunnel des Tuileries je silniční tunel v Paříži na nábřeží Seiny na pravém břehu. Původně sloužil automobilové dopravě, avšak v roce 2016 byl přeměněn na pěší zónu.

## Popis
Tunel Tuileries se nachází pod původním nábřežím Quai des Tuileries, které nyní nese jména Quai Aimé-Césaire (od roku 2013) a Quai François-Mitterrand (od roku 2003) podél Seiny na jejím pravém břehu. Tunel o délce 861 metrů byl otevřen v roce 1967 jako jednosměrný ze západu na východ. Jednalo se o součást rychlostní komunikace voie Georges-Pompidou. Poté, co byl uzavřen dopravní provoz mezi Place du Châtelet a koncem voie George Pompidou je tunel vyhrazen pro chodce a cyklisty. Uzavírá se na noc ve 22:30.